# Napoléon (1850)
Napoléon byla řadová loď (dvoupalubník) francouzského námořnictva, která byla první postavenou řadovou lodí poháněnou parním strojem a vybavenou lodním šroubem. Podle jejího vzoru bylo postaveno ještě osm sesterských lodí. Autorem konstrukce celé třídy byl francouzský konstruktér Henri Dupuy de Lôme, samotná loď byla postavena v loděnici Arsenal de Toulon.
Napoléon měl mimo plného oplachtění též parní stroj, který roztáčel jeden lodní šroub. Mezi stěžni byly dva poměrně krátké a zavalité komíny. Rychlost lodi dosahovala až 11 uzlů. Výzbroj tvořilo 90 děl umístěných na dvou dělových palubách.
Parní pohon sestával z parního stroje Indret s převodovkou, který poháněl čtyřslistou vrtuli o průměru 5,8 metrů. Potřebné teplo pro výrobu páry obstarávalo osm kotlů na uhlí. Spotřeba uhlí činila při maximální rychlosti 12 uzlů 143 tun uhlí denně.
Jejími sesterskými loděmi byly Algésiras, Arcole, Impérial, Redoutable z let 1855-56 a poněkud těžší Ville de Bordeaux, Ville de Lyon a Ville de Nantes z let 1858-60.